# Ershui
Ershui (chinesisch 二水鄉, Pinyin Fēnyuán Xiang) ist eine Landgemeinde (鄉,  Xiang) im Landkreis Changhua der Republik China auf Taiwan.

## Lage
Ershui liegt an ganz im Südosten des Landkreises Changhua und grenzt östlich an die Gemeinden Mingjian und Zhushan im Landkreis Nantou und im Süden an die Gemeinde Linnei im Landkreis Yunlin. die natürliche Südgrenze wird im Wesentlichen vom Zhuoshui-Fluss gebildet. Das Gemeindegebiet liegt überwiegend in der durch den Zhuoshui geformten Schwemmebene. Im Norden wird das Gemeindegebiet durch die Bagua-Hochebene begrenzt. Die Nord-Süd-Ausdehnung beträgt etwa 5 und die Ost-West-Ausdehnung etwa 8,75 Kilometer.

## Geschichte
Die Gegend war ursprünglich von Angehörigen der indigen-taiwanischen Ethnie (Pingpu) der Babuza besiedelt. Die han-chinesische Besiedlung setzte etwa ab dem 18. Jahrhundert ein. Der ursprüngliche Ortsname war Erbashui (二八水). Er findet sich erstmals auf einer 1760 zur Herrschaftszeit Qianlongs angefertigten Karte, die die Grenze des chinesisch beherrschten Gebietes zum Eingeborenen-Gebiet markierte. Zum Ursprung des Ortsnamens, der wörtlich „Zwei-Acht-Wasser“ bedeutet, gibt es verschiedene, unbewiesene Theorien. Zur Zeit der japanischen Herrschaft in Taiwan (1895–1945) wurde 1920 eine Verwaltungsreform durchgeführt, bei der die meisten Ortsnamen auf zwei Silben verkürzt wurden. Aus Erbashui wurde Ershui (in japanischer Aussprache: Nisui), das als ‚Dorf‘ (庄,  Zhuang) organisiert wurde. 1945 kam Taiwan an die Republik China. Die japanischen Verwaltungsgrenzen wurden im Wesentlichen beibehalten und aus dem ‚Dorf‘ wurde die ‚Landgemeinde‘ (鄉,  Xiang) Ershui.

## Bevölkerung
Im September 2023 lebten 26 Angehörige indigener Völker in Ershui, entsprechend einem Bevölkerungsanteil von 0,2 %.
| Gliederung von Ershui |
|                       |

## Verwaltungsgliederung
Ershui ist in 17 Dörfer (村,  Cūn) unterteilt.
1 Shenghua (聖化村)

2 Wenhua (文化村)

3 Guanghua (光化村)

4 Shangli (上豊村)

5 Hehe (合和村)

6 Fuxing (復興村)

7 Shiwu (十五村)

8 Guozun (過圳村)

9 Wubo (五伯村)

10 Ershui (二水村)

11 Yumin (裕民村)

12 Xiuren (修仁村)

13 Hexing (合興村)

14 Changhe (倡和村)

15 Yuanquan (源泉村)

16 Dayuan (大園村)

17 Huimin (惠民村)

## Wirtschaft
Ershui ist überwiegend landwirtschaftlich geprägt. Örtliche Spezialitäten sind Mandarinen, verschiedene Varietäten von Pampelmusen, Papayas, Bittermelonen, Longans, Guaven, Auberginen, sowie Weintrauben.

## Verkehr
Erhshui hat eine gewisse Bedeutung als Eisenbahnknotenpunkt. Hier zweigt die Jiji-Linie, die nach Osten in den Landkreis Nantou führt, von der Längslinie der Taiwanischen Eisenbahn, die in Nord-Süd-Richtung verläuft, ab.

## Besonderheiten
Die Hauptsehenswürdigkeiten liegen im Bereich der Natur und des Landwirtschafts-Tourismus.

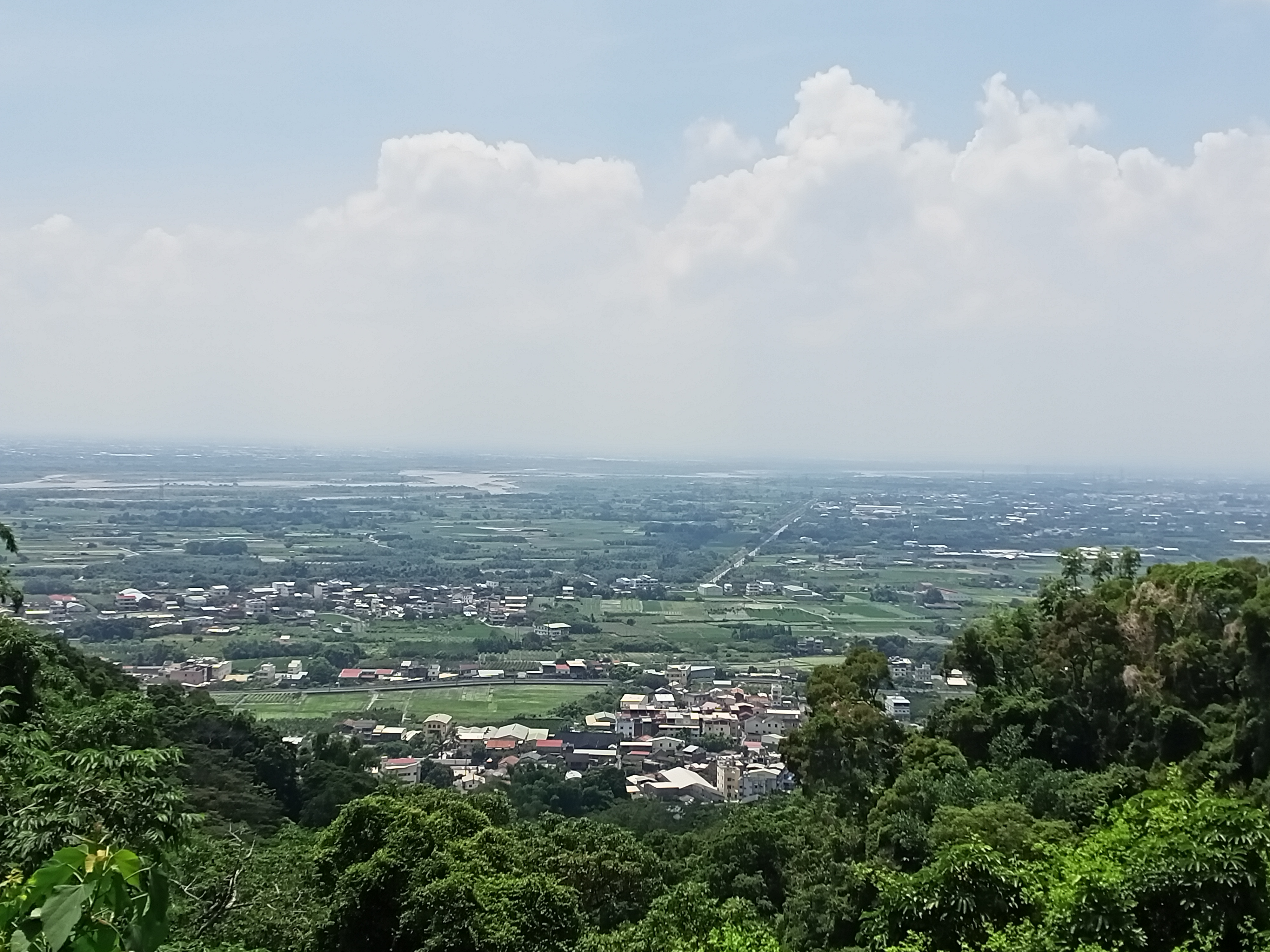
Blick auf Ershui – im Hintergrund der Zhuoshui
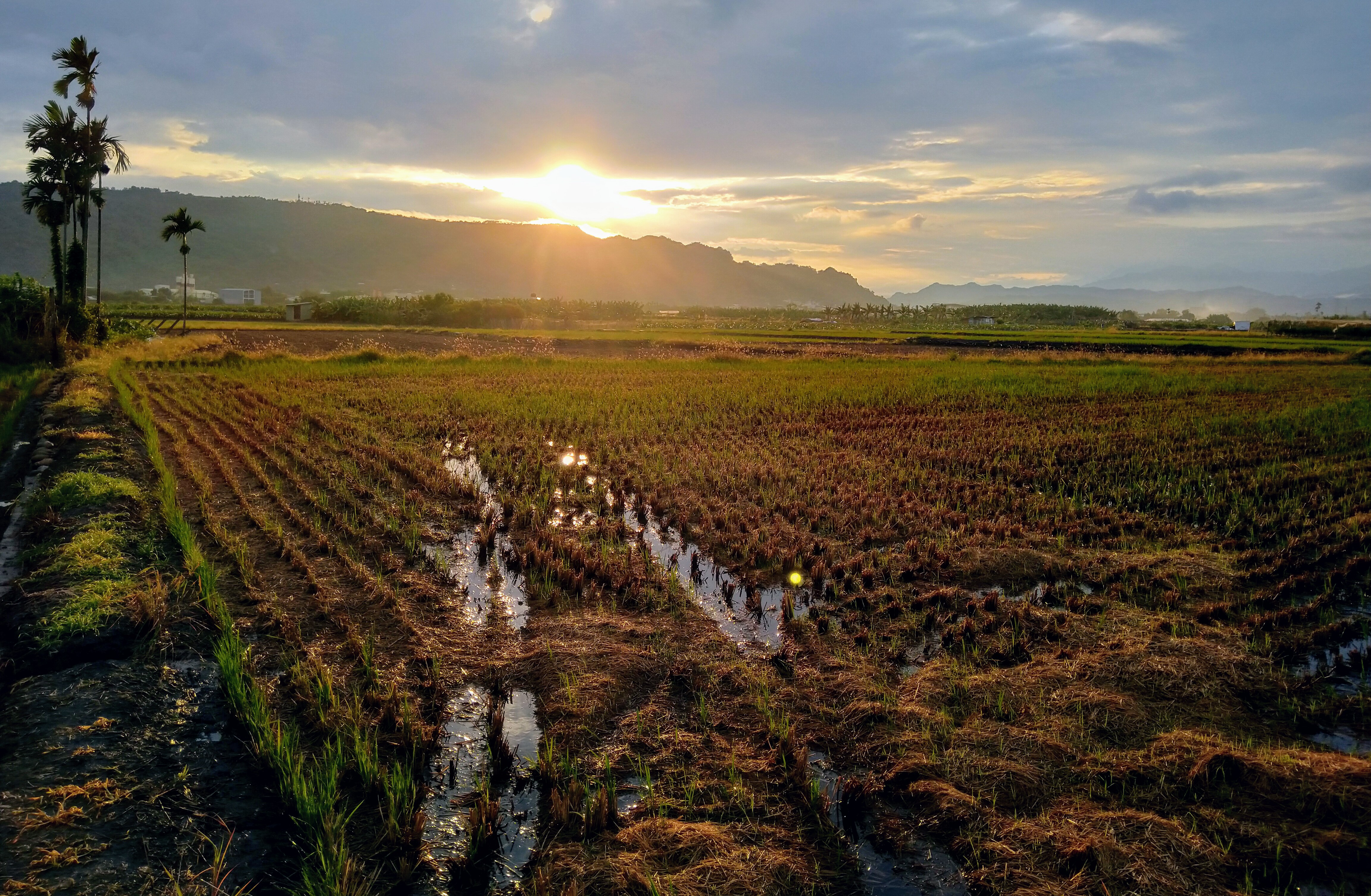
Reisfeld im Morgengrauen in Ershui
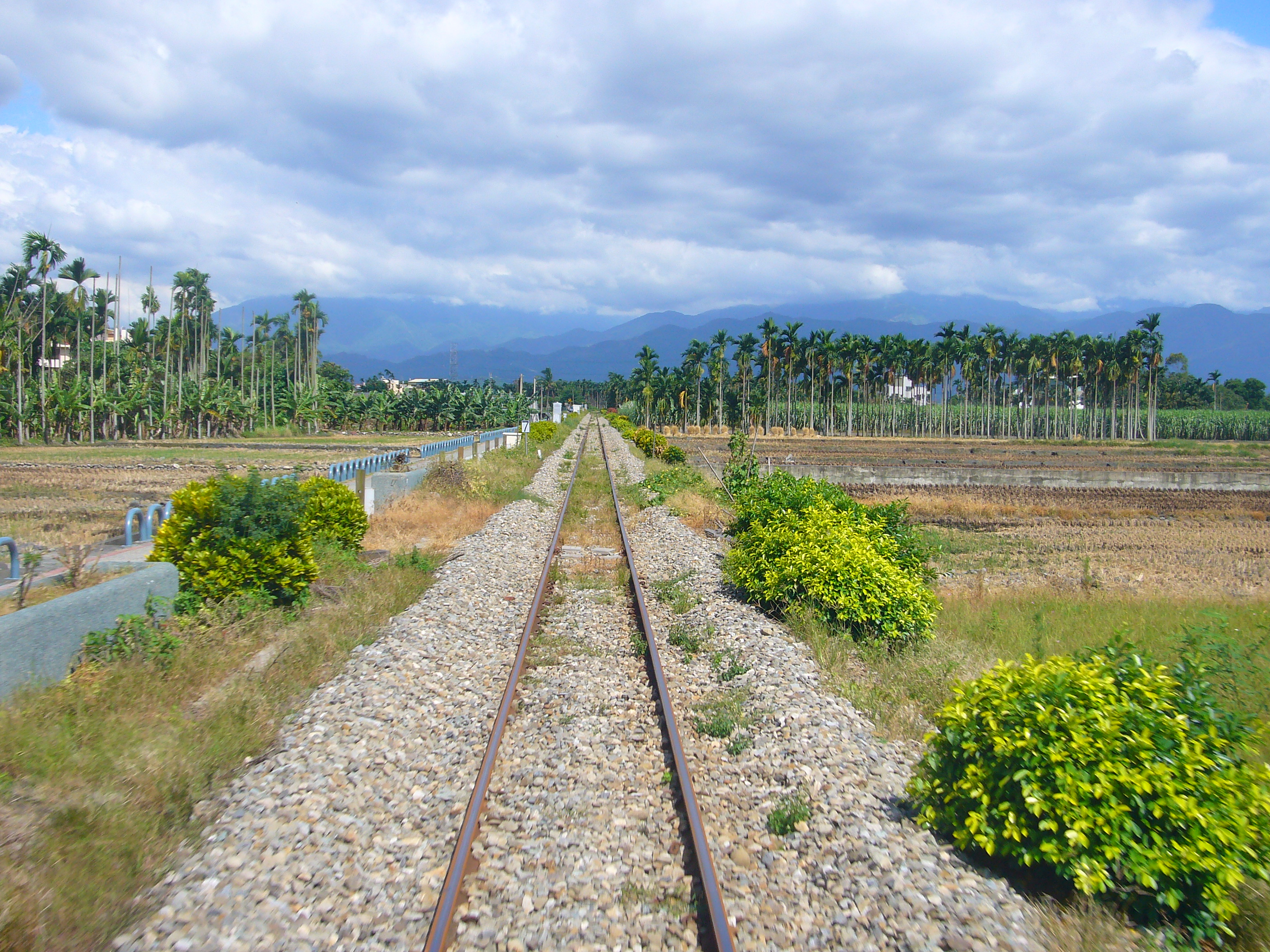
Jiji-Eisenbahnlinie